# Comté de Piscataquis
Le comté de Piscataquis est un comté de l'État du Maine, aux États-Unis. Son siège est Dover-Foxcroft. Selon le recensement de 2010, sa population est de 17 535 habitants. Il s'agit du comté le moins peuplé de l'État.

## Géographie
Le comté a une superficie de 11 337 km2, dont 10 272 km2 de terre.
Le parc d'État Baxter, une grande aire protégée, est situé dans ce comté.
Deux des trois plus grands lacs du Maine se trouvent dans le comté : le lac de Moosehead et le lac Chesuncook.

### Géolocalisation
|                   | Comté d'Aroostook |                    |
| Comté de Somerset | Comté de          |                    |
|                   |                   | Comté de Penobscot |

## Politique
Le comté de Piscataquis est le seul comté de Nouvelle-Angleterre à avoir voté en faveur de John McCain lors de l'élection présidentielle américaine de 2008.